# Pupina pfeifferi
Pupina pfeifferi е вид коремоного от семейство Pupinidae.

## Разпространение
Видът е разпространен в Австралия.